# Hyblaea esakii
Hyblaea esakii is een vlinder uit de familie van de Hyblaeidae. De wetenschappelijke naam van de soort is voor het eerst geldig gepubliceerd in 1958 door Sugi.